# Corny (Eure)
Corny település Franciaországban, Eure megyében. Lakosainak száma 385 fő (2018. január 1.). Corny Les Andelys, Boisemont, Écouis és Fresne-l’Archevêque községekkel határos.

## Népesség
A település népességének változása:
| Lakosok száma | 127  | 176  | 193  | 262  | 308  | 361  | 374  | 382  | 377  | 385  |
|               | 1968 | 1975 | 1982 | 1999 | 2006 | 2011 | 2013 | 2016 | 2017 | 2018 |